# Oloosón

Mapa con algunas de las principales ciudades de la antigua Tesalia y zonas adyacentes. Oloosón estaba situada al norte.

Oloosón u Olosón (en griego, Ολοοσσών) es el nombre de una antigua ciudad griega de Tesalia, que fue mencionada por Homero en el catálogo de las naves de la Ilíada.
Estrabón la ubica en el distrito de Perrebia, junto a Elona y Gono, y añade que la llamaban «la blanca» porque su suelo es de arcilla blanca.
Se han hallado varias inscripciones griegas que conciernen a la ciudad de Olosón. En una inscripción votiva de la primera mitad del siglo IV a. C. que está dedicada a Apolo Pitio se hallan además los nombres de algunas personas junto con gentilicios de poblaciones de Perrebia. En otra inscripción fechada en el siglo I a. C. se mencionan procedimientos de elecciones de magistrados.
Oloosón se hallaba en el lugar donde está la población actual de Elássona.